# ナンム
ナンム（Nammu、𒀭𒇉）は、シュメール神話の海の女神。天地を生んだ母、全ての神々を生んだ母なる祖先と称される。シュメール人にとって彼女は始原の存在であり、永遠の昔から存在していたものと考えられている。

## 概要
世界には最初に原初の海であるナンムが存在し、彼女は天と地が結合している「天地の山」アン、キを生んだ。アンは男神、キは女神であり、アンとキの結合から大気の神エンリルをはじめとする神々が誕生した。また、ナンムは神の代わりに働かせるために人間を造った。ナンムを表す楔形文字は表意文字で「海」「深淵」を意味しており、容姿はウルから出土した蛇の頭を持つ女神のように蛇女神として表現されている。メソポタミアでは宇宙は女神が宇宙を妊娠し、出産することで誕生すると考えられていた。
ナンム信仰は数千年に渡って続けられ、ウル・ナンムは彼女から名前を取って、自らを「女神ナンムの召使」と称した。ナンムは海の女神ティアマトの原型であったと推定されている。
レイ・タナヒルは、『セックス・イン・ヒストリー』（1980年）で、古代の宇宙進化論の神話の中で「唯一の女性の不動の動者」としてナンムを指し示した。